# Monsieur le maire
Pour le film réalisé par Karine Blanc et Michel Tavares, voir Monsieur, le Maire.
Pour plus de détails, voir Fiche technique et Distribution.
Monsieur le maire est un film français réalisé en 1939 par Jacques Séverac et sorti en 1940.

## Synopsis
A la fin du XIXe siècle, le maire d'un petit village alsacien a l'intention de marier ses deux filles, Marie et Gretl, à de riches fermiers. Elles ne l'entendent pas de cette oreille.

## Fiche technique
- Titre alsacien :  D'r Herr Maire
- Titre : Monsieur le maire
- Réalisation : Jacques Séverac
- Scénario : Charles Gustave Stoskof (non crédité), d'après la pièce de Gustave Stoskopf[1]
- Photographie : Michel Hugo
- Cameraman : Pierre Petit
- Assistants-opérateurs : Ister, Félix
- Musique : Émile Schriber
- Régisseurs : Eugène Criqui, Eugène Staintz
- Producteur et directeur de production : Félix Baujon
- Société de production : Productions Gloria
- Société de distribution : Ciné-Comptoir d'Alsace
- Pays d’origine :  France
- Durée : 77 minutes
- Date de sortie : France - 30 mars 1940[2].

## Distribution
- Georges Maurer : le maire
- Léonie Bussinger : Marie, la fille cadette du maire
- Eugène Criqui Père : le docteur Freundlich, qui veut épouser Gretl
- Suzanne Groll : Marguerite dite Gretl, la fille aînée du maire
- Louis Grunder : Joseph dit Seppl, le fils bêta d'un riche fermier
- Hélène Wagner : Françoise dite Fräntz, la servante du maire
- Eugène Staintz : Muller, l'assesseur